# Questione Netto

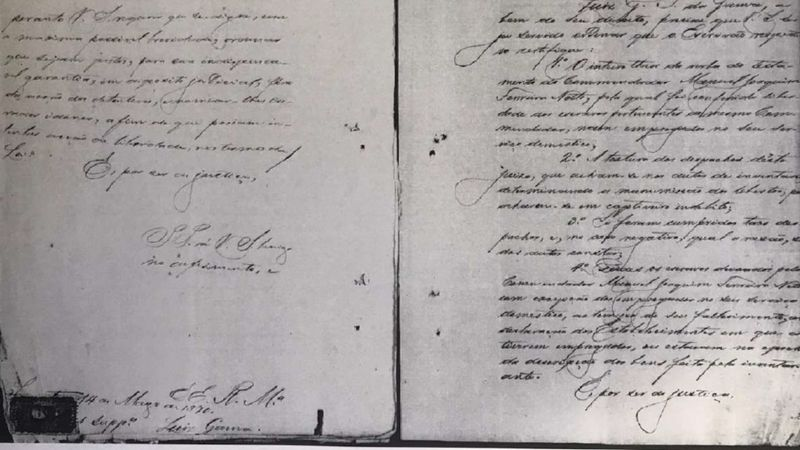
Un foglio del processo "Questione Netto"

La Questione Netto (in portoghese Questão Netto) è stata la più grande azione giudiziaria collettiva per la liberazione degli schiavi nelle Americhe. La causa era legata alla liberazione di 217 schiavi in terre brasiliane nel 1870.

## Premesse
Manoel Joaquim Ferreira Netto, un nobile portoghese con molti possedimenti in Brasile, nel suo testamento stabilì che dopo la sua morte tutti i suoi schiavi avrebbero dovuto essere liberati, una clausola che all'epoca si chiamava "manifestazione post mortem". La sua morte avvenne il 5 aprile 1868, ma non fu dato seguito alla richiesta formulata nel suo testamento.
L'avvocato nero e abolizionista Luís Gama, leggendo un articolo di giornale nel giugno 1869, che riportava la disputa legale dei parenti di Ferreira Netto sulle proprietà del patriarca, si interessò alla situazione degli schiavi. Gama scoprì che tutti gli schiavi erano ancora nella stessa situazione esistente prima della morte di Ferreira Netto.

## L'azione giudiziaria

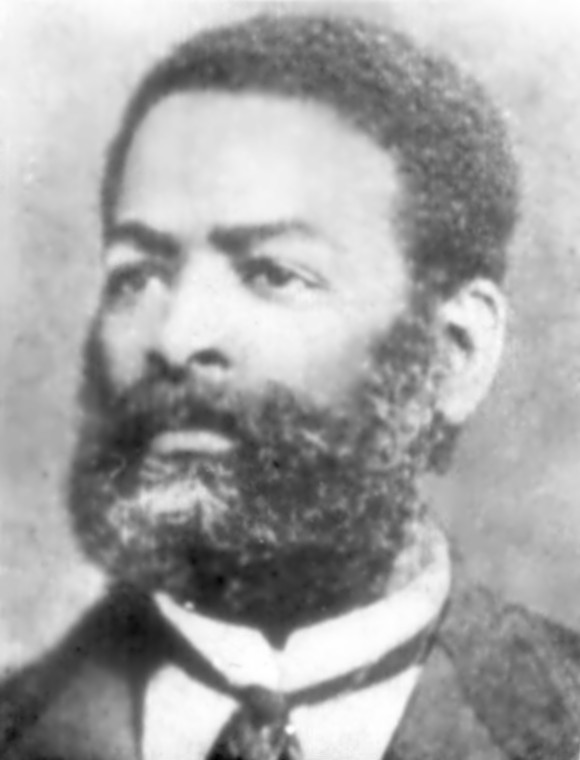
Luís Gama, l'avvocato abolizionista nero che si occupò di questo caso

Dopo una petizione di Luís Gama al tribunale di Santos sulla situazione dei prigionieri e la conferma, da parte di terzi, che gli schiavi erano ancora al servizio degli eredi e degli ex partner, l'avvocato intentò un'azione presso i tribunali brasiliani per ottenere il diritto espresso nel testamento di Ferreira Netto, e condusse un'indagine di fondo su ciascuno dei 217 schiavi.
D'altra parte, gli eredi di Ferreira Netto assunsero il giurista, abolizionista e poeta José Bonifácio de Andrada e Silva, noto come "Il Giovane", per rappresentare i loro diritti nella causa intentata da Luís Gama .
Nel bel mezzo della causa, Gama fu nominato, dal giudice, tutore dei "liberandos" (liberandos era il modo in cui Luís Gama si riferiva sempre agli schiavi, parola che l'avvocato non pronunciava mai).
Sotto l'accusa che gli eredi stavano commettendo un crimine riducendo in schiavitù persone già dichiarate libere, Gama ottenne il successo nel foro di Santos, quando il giudice decretò la liberazione di tutti gli schiavi.
Attraverso una tattica dilatoria di José Bonifácio, il caso passò a un'altra istanza legale e quindi la liberazione delle vittime venne rinviata. In questa istanza, il caso andò a favore di Gama.
Nel 1872, l'azione raggiunse la Corte Suprema di Giustizia (STJ), a Rio de Janeiro. In questa corte, gli schiavi vennero rappresentati dall'avvocato, giornalista e politico Saldanha Marinho, poiché l'STJ non accettò l'opera di un avvocato nero fuori dallo stato di San Paolo. Tuttavia, l'arringa finale venne preparata da Luís Gama.

### Conclusioni
I giudici dell'STJ accolsero con riserve la tesi di Luís Gama/Saldanha Marinho, decretando che la piena libertà dei prigionieri poteva avvenire solo 12 anni dopo la redazione del testamento e il testamento era stato redatto nel 1866. In altre parole, i prigionieri dovevano prestare servizi forzati agli eredi di Ferreira Netto fino al 1878, quando sarebbero stati finalmente liberi.

## Libertà
Luís Gama considerava la "libertà condizionata" come una sconfitta, ma gli abolizionisti la celebravano come una vittoria, perché mai nella storia del Brasile, fino ad allora, c'era stata una libertà collettiva di queste dimensioni, così come nessuna fonte sulla storia di un'azione simile con un numero superiore alla "Questione Netto" in tutto il continente americano.
Il risultato finale fu poco conosciuto nel paese, perché la maggior parte della stampa brasiliana era legata ai proprietari terrieri schiavisti, quindi si temeva che il contraccolpo potesse generare nuove cause legali .
La liberazione totale avvenne solo nel 1878, allo scadere del termine fissato dall'STJ, ma dei 217 schiavi, solo 130 erano rimasti in vita per godere della libertà conquistata, esattamente un decennio prima dell'abolizione della schiavitù in Brasile.
A causa delle azioni di José Bonifácio a favore della famiglia proprietaria degli schiavi, l'amicizia tra lui e Luís Gama si interruppe.

## Ricerca storica
La documentazione relativa alla Questione Netto è stata recuperata nel XXI secolo dallo storico Bruno Rodrigues de Lima, che ha conseguito il dottorato in storia e teoria del diritto presso l'Istituto Max Planck. La documentazione del processo, con più di mille pagine manoscritte, è conservata nell'Archivio nazionale brasiliano ed è stata copiata da Bruno per essere studiata in Germania, dove ha dovuto decifrare le varie scritture.